# 向原 (板橋区)
向原（むかいはら）は、東京都板橋区の町名。現行行政地名は向原一丁目から三丁目。全域で住居表示が実施されている。

## 地理
板橋区の南部南端部に位置する。北で小茂根・大谷口北町、東で大谷口・豊島区要町、南で豊島区千早、西で練馬区小竹町と隣接する。町域の中部を地下鉄路線が東西に走る。町域の東部が向原一丁目、南部が同二丁目、北部が同三丁目。

### 地価
住宅地の地価は、2024年（令和6年）7月1日の地価調査によれば、向原2-12-11の地点で60万円/m2となっている。

## 歴史
新編武蔵風土記稿に上板橋村の小名として登場する。
- 明治4年11月28日（1872年1月8日） - 上板橋村が浦和県（現埼玉県）から東京府に編入。
- 1889年（明治22年） - 板橋町の一地区となる。
- 1932年（昭和7年） - 東京市板橋区向原町となる。
- 1965年（昭和40年） - 向原一丁目から三丁目が成立した。

### 地名の由来
何かに向かい合う平地であったことに由来すると考えられるが、それが何であるかは不明である。

## 世帯数と人口
2025年（令和7年）3月1日現在（板橋区発表）の世帯数と人口は以下の通りである。
| 丁目       | 世帯数    | 人口    |
| ---------- | --------- | ------- |
| 向原一丁目 | 1,330世帯 | 2,398人 |
| 向原二丁目 | 1,611世帯 | 2,611人 |
| 向原三丁目 | 1,976世帯 | 3,503人 |
| 計         | 4,917世帯 | 8,512人 |

### 人口の変遷
国勢調査による人口の推移。
| 年                 | 人口  |
| ------------------ | ----- |
| 1995年（平成7年）  | 7,963 |
| 2000年（平成12年） | 7,636 |
| 2005年（平成17年） | 7,510 |
| 2010年（平成22年） | 7,302 |
| 2015年（平成27年） | 7,740 |
| 2020年（令和2年）  | 9,055 |

### 世帯数の変遷
国勢調査による世帯数の推移。
| 年                 | 世帯数 |
| ------------------ | ------ |
| 1995年（平成7年）  | 3,748  |
| 2000年（平成12年） | 3,840  |
| 2005年（平成17年） | 4,061  |
| 2010年（平成22年） | 4,130  |
| 2015年（平成27年） | 4,298  |
| 2020年（令和2年）  | 4,939  |

## 学区
区立小・中学校に通う場合、学区は以下の通りとなる（2021年8月時点）。
| 丁目       | 番地 | 小学校             | 中学校                   |
| ---------- | ---- | ------------------ | ------------------------ |
| 向原一丁目 | 全域 | 板橋区立向原小学校 | 板橋区立上板橋第二中学校 |
| 向原二丁目 | 全域 | 板橋区立向原小学校 | 板橋区立上板橋第二中学校 |
| 向原三丁目 | 全域 | 板橋区立向原小学校 | 板橋区立上板橋第二中学校 |

## 事業所
2021年（令和3年）現在の経済センサス調査による事業所数と従業員数は以下の通りである。
| 丁目       | 事業所数  | 従業員数 |
| ---------- | --------- | -------- |
| 向原一丁目 | 53事業所  | 372人    |
| 向原二丁目 | 60事業所  | 578人    |
| 向原三丁目 | 80事業所  | 1,698人  |
| 計         | 193事業所 | 2,648人  |

### 事業者数の変遷
経済センサスによる事業所数の推移。
| 年                 | 事業者数 |
| ------------------ | -------- |
| 2016年（平成28年） | 189      |
| 2021年（令和3年）  | 193      |

### 従業員数の変遷
経済センサスによる従業員数の推移。
| 年                 | 従業員数 |
| ------------------ | -------- |
| 2016年（平成28年） | 2,027    |
| 2021年（令和3年）  | 2,648    |

## 交通

### 鉄道
小竹向原駅は隣接する練馬区小竹町二丁目に所在し、駅事務室・ホームとも同町内に設置されているが、東側の3番・4番出口は向原町域に設置されている。

### バス
- 国際興業バス　※出入庫に伴う区間運行系統は省略。
  - 板橋高校入口：池05　池袋駅西口行き・日大病院行き

### 道路
- 東京都道420号鮫洲大山線
- 東京都道441号池袋谷原線（要町通り）：町域に向原トンネルが設置されている。

## 施設
- 板橋区立向原小学校（二丁目）
- 向原保育園（一丁目）
- 板橋向原幼稚園（二丁目）
- 大谷口地域センター向原ホール
- 都営向原団地
- 都営板橋向原一丁目アパート

## その他

### 日本郵便
- 郵便番号 : 173-0036[3]（集配局 : 板橋郵便局[18]）。